# Omorius atypicus
Omorius atypicus is een eenoogkreeftjessoort uit de familie van de Scolecitrichidae. De wetenschappelijke naam van de soort is voor het eerst geldig gepubliceerd in 2005 door Marhaseva & Ferrari.